# Emaki

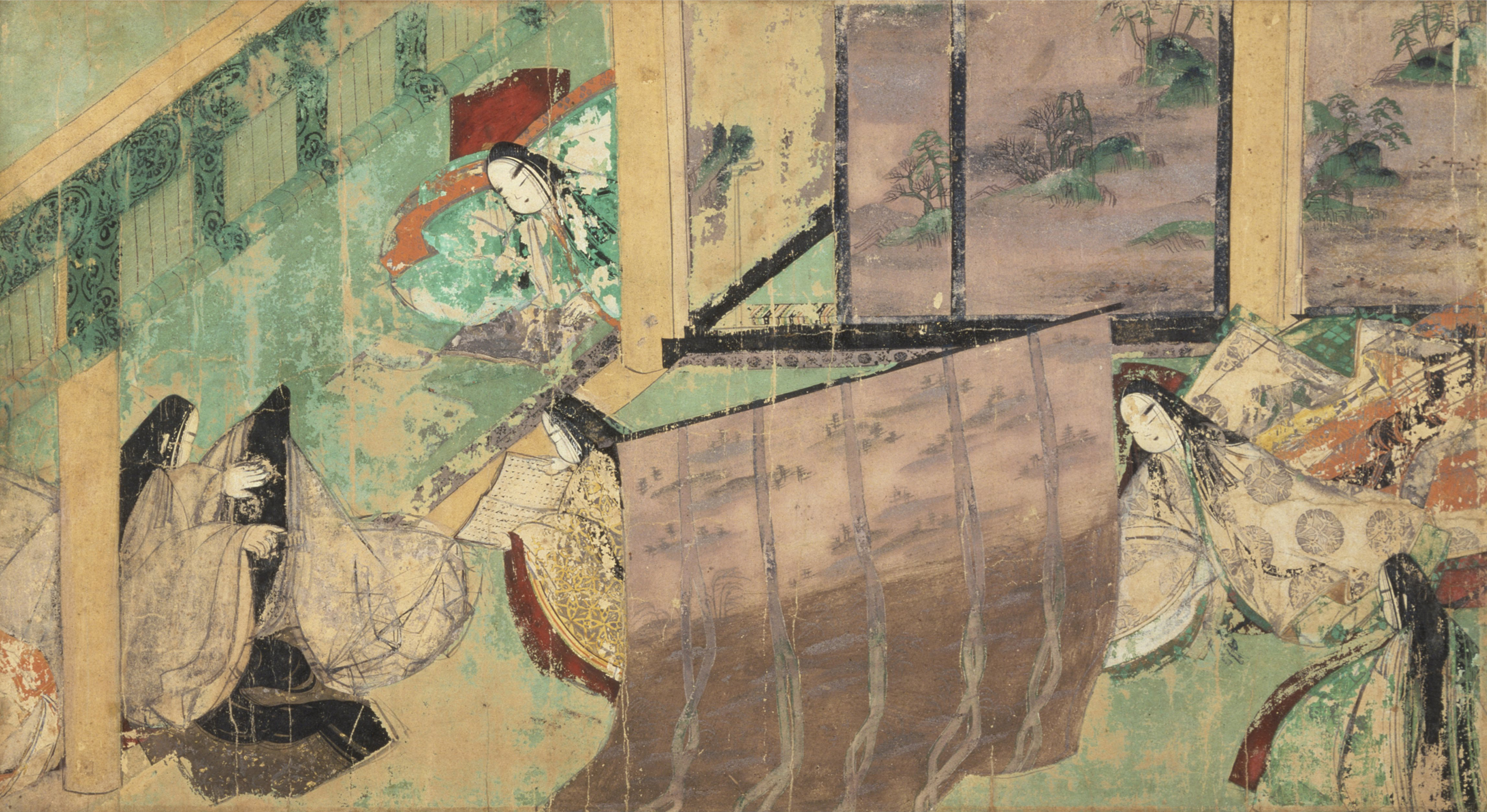
Una escena del pergamino de la Historia de Genji que data del año 1130.

El emakimono (絵巻物 (emakimono lit. «rollo de pintura»?), habitualmente simplificado como emaki (絵巻?), es una narrativa ilustrada en forma horizontal cuyos orígenes datan del Período Heian en la historia de Japón. El emaki combina tanto el texto como las imágenes, y es dibujado, pintado, o estampado en pergaminos o rollos horizontales de hasta varios metros de longitud (entre 9 o 12 metros). Esta forma de arte fue desarrollada en el siglo X bajo la influencia de los pergaminos que contenían una introducción del budismo, y otros elementos culturales del siglo VI. Puede ser considerado una de las formas de arte secuencial más tempranas, junto con los jeroglíficos egipcios, los vitrales de la época medieval y algunos manuscritos precolombinos de Centroamérica.
Un emaki es leído desenrollando un pergamino con una mano y enrollándolo con la otra al mismo tiempo, moviéndolo de derecha a izquierda. De esta forma, sólo se ve una parte de la historia a la vez. Se espera que una persona que vea un pergamino vuelva a enrollarlo en su forma original, similar al acto de rebobinar una cinta de video luego de verla. Los pergaminos emaki están amarrados con una cuerda y almacenados junto con otros pergaminos en una caja para ese uso, que ocasiones es decorada con patrones intrincados.
Alrededor del año 1130, el ilustrado Historia de Genji se convirtió en una de las pinturas más importante y significativas del arte japonés. Escrito cerca del año 1000 por Murasaki Shikibu, la novela trata sobre la vida y los amores del Príncipe Genji y el mundo de la corte Heian después de su muerte. Los artistas emaki del siglo XII idearon un sistema de convenciones pictóricas que transportaba visualmente el contenido emocional de cada escena. En la segunda mitad del siglo, surgió un estilo más vivo de la ilustración narrativa que se hizo más popular: el Ban Dainagon Ekotoba (finales del siglo XII), es un pergamino que muestra el encanto de la corte, se centra en las figuras que se encuentran en movimiento activo que se muestran con pinceladas rápidas y finos pero llamativos colores.
El emaki también sirvió para representar algunos de los primeros grandes ejemplos de los estilos de pintura conocidos como otoko-e (imágenes de hombres) y onna-e (imágenes de mujeres). Existen algunas diferencias mínimas en los dos estilos, que apelan a las preferencias estéticas de los géneros. Sin embargo las diferencias más notables se encuentran en el tema tratado. El Onna-e, personificado por el pergamino del Cuento de Genji, muestra usualmente la vida de la corte, particularmente de las damas de la corte, y con temas románticos. Por otro lado, el Otoko-e tiende a registrar acontecimientos históricos, particularmente batallas. El Sitio del Palacio Sanjo (1160), representado en la pintura "Ataque de noche contra el palacio de Sanjo" es un famoso ejemplo de este estilo.